# IXpress
iXpress  (/ˈaɪɛksprɛs/eye-ek-spress) 是安大略省滑铁卢地区的大站快车服务,于2005年9月正式投入使用,该系统包括5条线路,由葛兰河运输提供服务.

## 历史

### 200 iXpress - 康尼斯托加商城 / 恩斯礼园区
由于公共运输需求的增加，葛兰河运输于2003年开始计划开行大站快车，于2005年9月6日首次开行，其命名为“iXpress”。首条线路联通滑铁卢区内的三座主要城市的中轴线。